# Latifa Lakhdar
Latifa Lakhdar Ghoul (àrab: لطيفة لخضر, Laṭīfa Laẖḍar; Zarzis, 1 de febrer de 1956) és una historiadora, professora, escriptora, feminista i política tunisiana. Va assumir la vicepresidència de l'Alta Instància per a la Realització dels Objectius de la Revolució, la Reforma Política i la Transició Democràtica el 2011 com a primer pas per al canvi polític després de la Revolució de Tunísia. Fou ministra de Cultura i Protecció del Patrimoni des de febrer del 2015 fins a gener del 2016. El 1989 cofundà l'Associació de Dones Democràtiques de Tunísia. Ha publicat molts textos acadèmics sobre història religiosa islàmica i sobre drets de les dones i ciutadania.

## Biografia
Latifa Lakhdar fou professora d'història contemporània en l'Institut Superior de Civilització Islàmica de la Universitat d'az-Zitouna (1991-2000) i en la Facultat de Ciències Humanes i Socials de Tunísia (2000 - 2015).
Militant d'esquerra des dels anys 1970, participà en el cercle de debat feminista del Club Tahar Haddad, del qual va sorgir l'Associació de Dones Democràtiques de Tunísia al 1989 i de la qual Lakhdar fou membre fundadora. També pertany a l'Associació de Dones Tunisianes per a la Recerca i al Desenvolupament.(4)
Va participar en la Revolució tunisiana, que provocà la caiguda del dictador Ben Ali, i el 2011 l'elegiren vicepresidenta de l'Alta Instància per a la Realització dels Objectius de la Revolució, la Reforma Política i la Transició Democràtica.(3)
Al febrer del 2015 fou ministra de Cultura i Protecció del Patrimoni, com a independent, en el govern de Habib Essid. Deixà el càrrec el 12 de gener del 2016.
Al desembre del 2020 publica Une révolutión et son contraire, sobre el pes de l'Islam en les democràcies àrabs naixents i les incerteses i traves que acompanyen el procés democràtic a Tunísia.
Col·labora amb articles en el periòdic Ettariq el Jadid, i és membre del consell de redacció de Le Maghreb.(4)

## Pensament
Latifa Lakhdar considera que hi ha aspectes relacionats amb la religió que són constructes culturals i, per tant, són criticables i modificables.
Opina que el laïcisme és un moment constitutiu de la modernitat i en Les dones enfront de l'ortodòxia islàmica el defineix, seguint Mohamed Arkoun, com «una postura filosòfica i epistemològica basada en el respecte a la llibertat de pensament, la passió pel descobriment i la preocupació per retornar-li al coneixement els seus drets», premisses que ja es troben en els filòsofs islàmics clàssics.(6)
Sobre la relació home-dona en l'àmbit islàmic, Lakhdar considera que es tracta d'un dels pols de resistència al temps i a qualsevol canvi.(6) Malgrat els debats i els canvis que al llarg del temps s'han produït en l'Islam, l'única cosa inamovible és la unanimitat masculina sobre el destí de les dones, i el seu estatut és un dels elements més resistents a la modernitat: així ho denuncia en Femmes au miroir de orthodoxie islamique (2007).
«Les dones, després de l'establiment i la consagració històrica del sistema patriarcal, són les grans vençudes de la història i, per tant, de la religió, perquè els hòmens han acaparat el fenomen religiós i l'han instrumentalitzat amb el principi de preeminència que els ha concedit la història per a sotmetre les dones», afirma Lakhdar. I d'aquest desequilibri de forces, ni tan sols es lliuren «les societats occidentals democràtiques i liberals», en què persisteixen «bosses de resistència a l'emancipació de les dones». Un cas concret? "La polèmica pel dret a l'avortament".

## Premis i reconeixements
- El 12 de febrer del 2016 fou condecorada pel president Beji Caid Essebsi amb la insígnia de comanadora de l'Orde de la República.[9][10]

## Llibres
- 1994: L'islam confrérique et la question nationale dans la Tunisie coloniale
- 2002: La femme selon al-Ijma
- 2007: Les femmes au miroir de l’orthodoxie islamique
- 2013: De quoi demain sàrria-t-il fait?
- 2020: Une révolution et son contraire